# نینا یوساتووا
نینا یوساتووا (به انگلیسی: Nina Usatova) (زاده ۱ اکتبر ۱۹۵۱) بازیگر روسی است.
از فیلم‌های معروف او می‌توان به بازی در فیلم سقوط امپراتوری،‌ خدمه پرواز و تابستان سرد ۱۹۵۳ اشاره کرد.